# Głębock (osada w województwie warmińsko-mazurskim)
Głębock – osada w Polsce, położona w województwie warmińsko-mazurskim, w powiecie braniewskim, w gminie Lelkowo.
Obecnie w miejscowości nie ma zabudowy.